# Lurocalis
Lurocalis är ett släkte med fåglar i familjen nattskärror med två arter som förekommer i Latinamerika:
- Kortstjärtad nattskärra (L. semitorquatus)
- Rödbukig nattskärra (L. rufiventris)